# 上海市上海中学
上海市上海中学，通称上海中学，简称上中，是一所位于中华人民共和国上海市的中学。始创于清朝同治四年（1865年），原名龙门书院。1927年改名江苏省立上海中学，是当时享誉全中国的江南四大名中之一。1950年改为上海市上海中学至今。
上海中学是上海市教育委员会直属的大型寄宿制上海市实验性示范性高中。

## 历史沿革
上海中学创始于1865年10月17日。担任苏淞太道兵备的丁日昌顺应洋务潮流“兴新学”，捐银倡设龙门书院，成为上海开埠以来最早的地方官办新学。1905年，学校承“革旧习、必立师范学堂”戊戌变法要义，改龙门书院为龙门师范。辛亥革命近代师范又以省立为制，校名遂改为江苏省立第二师范。1937年抗日战争全面爆发后，校园被日本军队占领，成为关押英美侨民的龙华集中营。为拒绝向汪精卫政权登记，改名“沪新中学”。抗战胜利后，上海中学得以迁回现址复校。中华人民共和国成立后，学校从江苏省划出，成为上海市上海中学。文革期间，上海中学成为重灾区，直至1970年被迫宣布停办。1978年，经上海市委、市政府同意复校。
| 时间            | 校名                               | 校址                                                                         |
| --------------- | ---------------------------------- | ---------------------------------------------------------------------------- |
| 1865—1905       | 龙门书院                           | 上海县城城南(今黃浦区尚文路)讲堂学舍四十间                                   |
| 1905—1910       | 苏松太道立龙门师范学校             | 同上                                                                         |
| 1910—1927       | 江苏省立第二师范学校               | 上海县县城城南(今黃浦区尚文路)                                               |
| 1927.7—1927.10  | 江苏省立上海中学                   | 初中部设在南市区尚文路，高中部设在南市区陆家浜路                             |
| 1927.10—1928.2  | 国立第四中山大学上海中学           | 同上                                                                         |
| 1928.2—1928.4   | 江苏大学上海中学                   | 同上                                                                         |
| 1928.4—1929.9   | 国立中央大学区立上海中学           | 同上                                                                         |
| 1929.9—1942.1   | 江苏省立上海中学                   | 1934年(民国二十三年)12月24日 全部迁入上海漕河泾区吴家巷新址（今上中路400號） |
| 1942.1—1945.10  | 私立沪新中学                       | 上海法租界菜市路(今黄浦区顺昌路)                                             |
| 1945.10—1949.6  | 江苏省立上海中学                   | 1946年3月迁回上海漕河泾区吴家巷原址                                          |
| 1949.6—1950.2   | 上海战役并军管后的江苏省立上海中学 | 同上                                                                         |
| 1950.2—1970.7   | 上海市(立)上海中学                 | 同上                                                                         |
| 1978.7复校—至今 | 上海市上海中学                     | 同上                                                                         |

## 国际部
1993年6月，上海中學创办了上海市第一所由华人管理的国际性学校──上海中学国际部，招生對象為外籍人士子女。1995年成为上海第一所国际文凭学校。2003年成为联合国教科文组织亚太地区联系学校。2014 年上中国际成为国际AS & A-Level学校，2018年通过美国AdvancED (COGNIA™) 认证。

## 校園

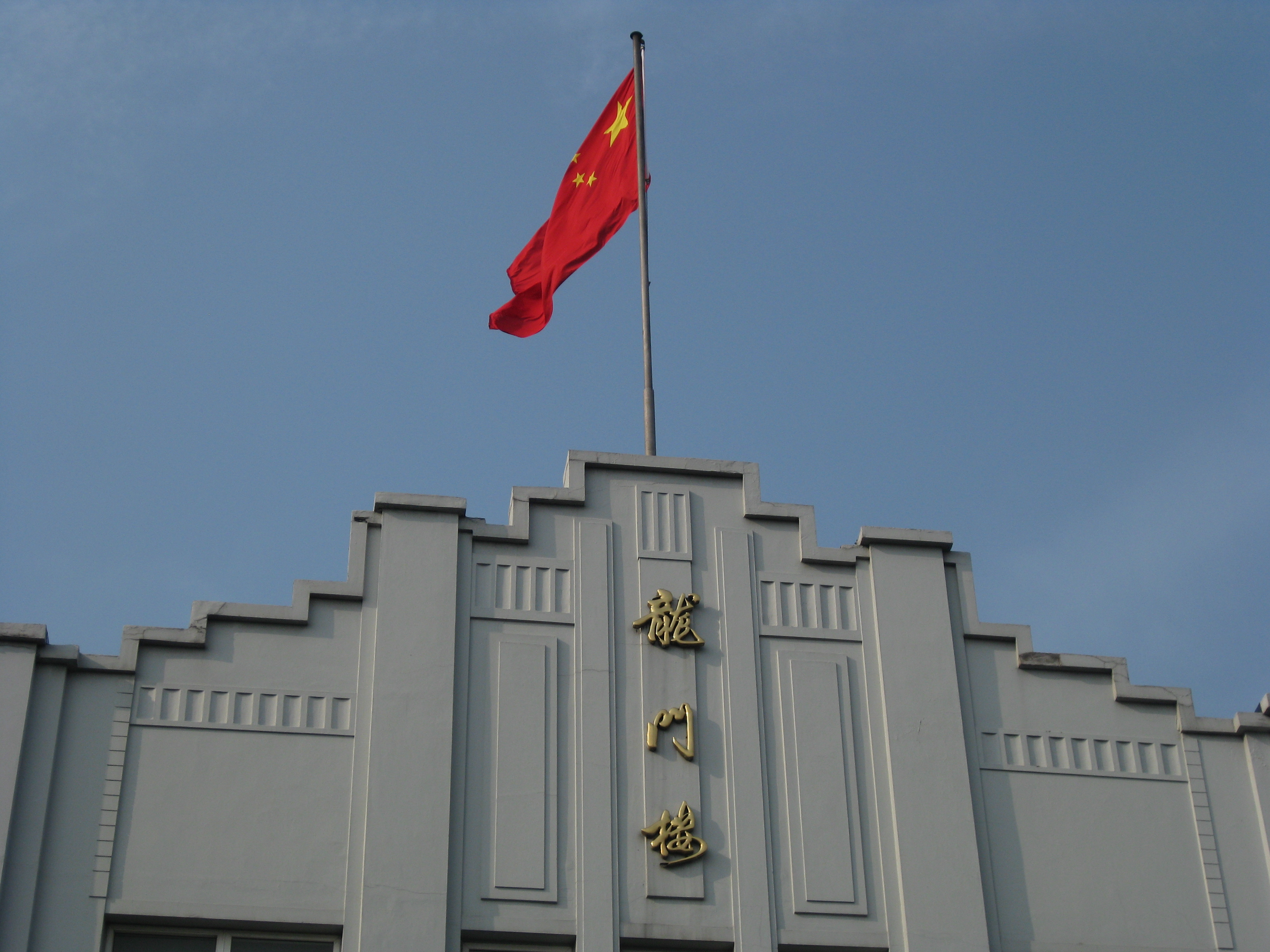
龙门楼

上海中學校園今址位於上海市徐匯區上中路400號，校園面積共340亩。1934年12月搬入現址，日軍佔領期間校址被用作龍華難民營營地。戰爭結束後搬回原址。此外，國際部在虹口、張江、臨港、奉賢（在建）均有校區。
上海中學校園內主要建築如下：

#### 龙门楼
主教学楼，1937年建造，于2015年经历改造，加装了中央空调等现代化设施。命名取自“鲤鱼跳龙门”典故。其门厅刻有“龙”字的115种写法，中央吊灯支架亦是一条条鲤鱼。

#### 念慈楼
图书馆，20世纪90年代中期建造。包括有期刊杂志阅览室，电子网络阅览室，图书室等設施。20世纪90年代中期建造。早期底楼还设有自修室，部分二楼房间曾做美术教室。

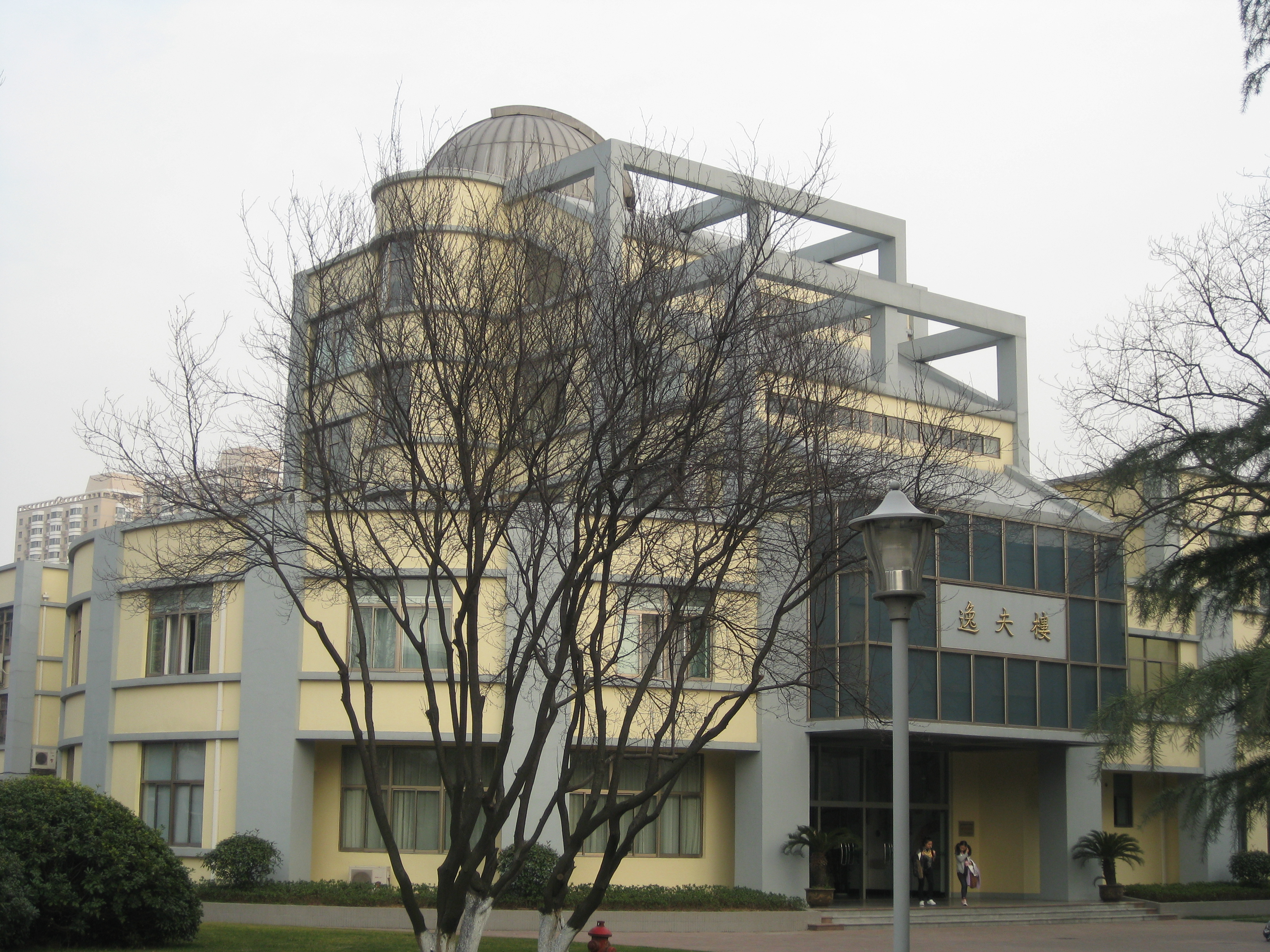
逸夫楼

#### 逸夫楼
实验楼，20世纪90年代中末期建造。包括有计算机房、物理、化学、生物实验室、多媒体教室、会议室、星象馆等设施，每层楼面还设有较大的阶梯教室。20世纪90年代中末期建造。

#### 中兴楼
國際部教學樓，原址位于前侧的中興湖（舊稱跃鲤湖），淞沪抗战期间原有楼體被日机炸毁，重建后初为上海中学初中部所使用。20世纪90年代后期，因学校改制，扩招国际部，此楼也陆续改为上海中学国际部使用，楼的两侧曾作为国际部的部分宿舍。2019年旧楼拆除，在原址上建新楼，于2021年投入使用。新楼由上海中学国际部使用，其地下一层有室内冰场一片。本部学生亦会借用其冰场。楼前中兴湖上有九曲桥和石亭，湖内有石质鲤鱼一尊。

#### 甄陶楼
國際部教學樓，2017年下半年动工，于2019年秋季建成使用，现为上海中学国际部使用，本部学生公开课也会借用其报告厅。2024年校园西区改造工程工程完工后，本部高一、高二学生搬入此楼。

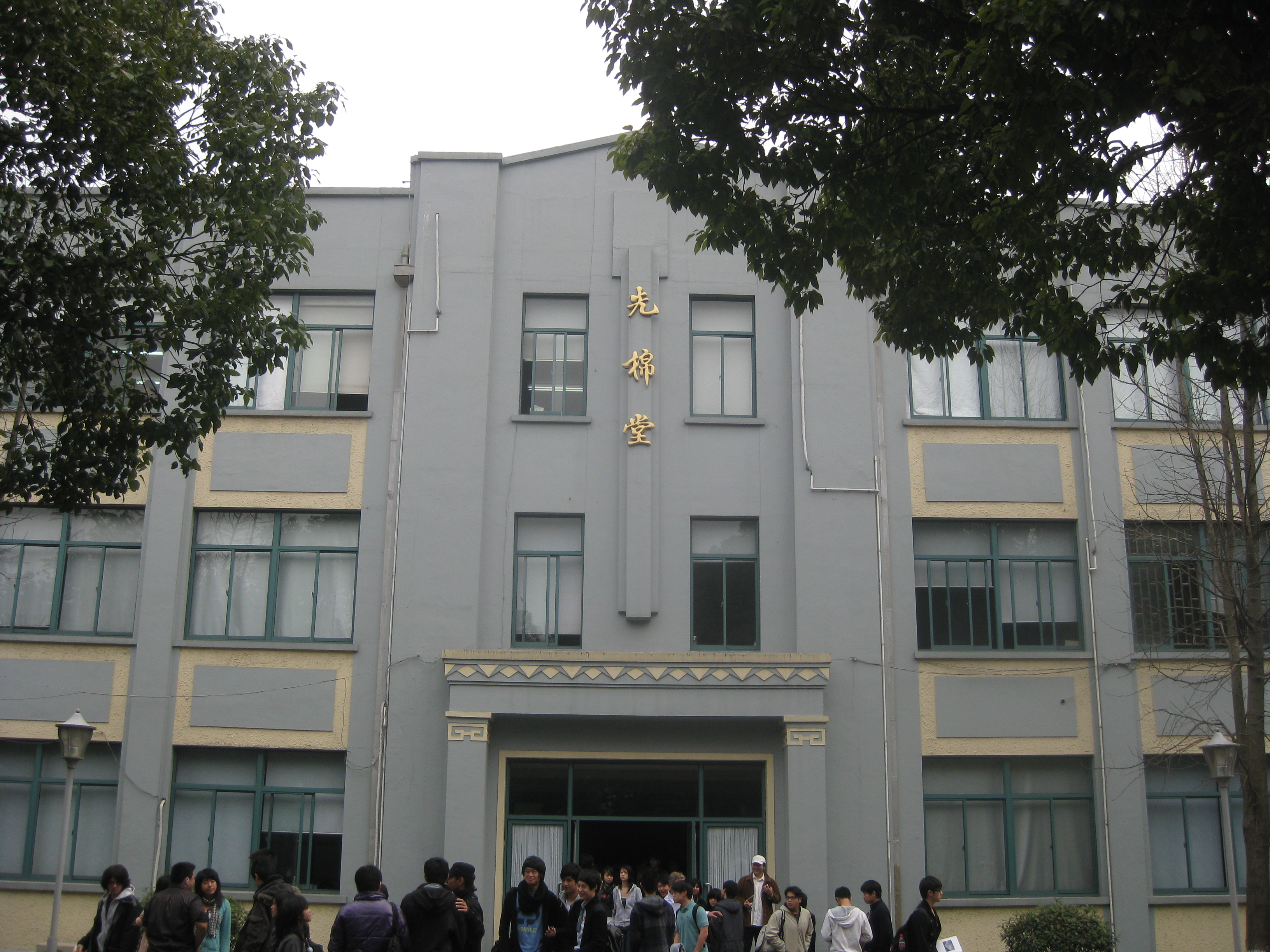
先棉堂

#### 先棉堂
國際部教學樓，20世纪30年代建造。因迁校建址期间破坏了原先的黄道婆墓道，故命名为先棉堂以纪念。20世纪90年代初期以前作为生物、化学、物理等实验室，国际部成立之后，改为国际部使用。

#### 大礼堂
艺术节演出以及各种报告会、演讲会的举办场所，20世纪30年代建造，20世纪90年代末期因计划接待美国总统克林顿访问而获得资金修缮。其側廳現作為戲劇教室使用。

## 學生成績
上海中学高考平均分和升学率常年保持上海第一，一本大学录取率99%，其中考入北京大学、清华大学、复旦大学、上海交通大学四所名校的比例超过60%，被誉为上海高中四大名校之首（另外三所为：华东师范大学第二附属中学，复旦大学附属中学，上海交通大学附属中学）。
上海中学数学实验班，作为上海中学数学特色人才培养基地，创设于1990年代，截止2023年共有16名学生获得了国际数学奥林匹克(IMO)金牌。从2008年至2016年，连续9年有学生摘得国际数学奥林匹克(IMO)金牌。2023年，IMO理事會決定由上海中學承办2026年第67届国际数学奥林匹克竞赛，這亦是首次由高中學校承辦IMO比賽。
上海中学于2008年全国首创科技实验班，分物理学、化学、计算机科学、医学、生命科学等五个专门方向，于2011年增设工程实验班，分工程、通讯、传媒、能源、环境等五个专门方向，推进基于专门课程学习的课题探究，在世界因特尔大赛、全国青少年科技创新大赛中屡创佳绩。

## 学生生活
艺术节是一年一度的学生活动，为期约两周，一般在秋季学期结束之前举行。以班级(除高三毕业班外)为单位参加各类文艺比赛，包括民族舞、现代舞、独唱、小组唱、小品等。最終于該年度元旦前最後一晚舉行藝術節閉幕式
此外學校亦舉行科技周、體育周、社團節等學生活動。

## 校友
上海中学历届校友中有中國共產黨和中华人民共和国省部级以上干部百余位，两院院士57人，中国人民解放军将领29人。

### 部分知名校友

#### 政界
- 李源潮(初中) - 前中国国家副主席
- 曾庆红(初中) -前中共中央政治局常委、国家副主席
- 唐登杰 - 中共山西省委书记、省人大常委会主任、第二十届中央委员

#### 商界
- 曹国伟 - 新浪CEO
- 杨绵绵 - 海尔集团总裁
- 杨凯生 - 中国工商银行行長

#### 文藝出版界
- 谭浩强 - 中国著名计算机教育家、计算机教授
- 刘达临 - 上海大学社会学系教授，亚洲性学联合会主席
- 秦绍德 -中华人民共和国新闻工作者、 复旦大学党委书记
- 吕思勉 - 中国著名历史学家
- 吴鲁芹 - 散文家
- 夏济安 - 文艺评论家
- 周国平 - 中国著名学者
- 柳詒徵 - 中国历史学家、古典文学家、图书馆学家、书法家
- 倪匡 - 香港作家、编剧、评论家、“香港四大才子”之一
- 胡传 - 清朝官员，民国学界泰斗胡适之父

#### 科技界
- 王安 - 美籍华裔电脑科学家，王安电脑公司创办人
- 叶企荪 - 中国物理学家、物理教育家
- 张江树 - 中国物理化学家、华东理工大学和中国化学会的创始人
- 周尧 - 中国昆虫学家
- 钱七虎 - 中国军事防护工程专家、“八一勛章”獲得者
- 周礼杲 - 澳门大学（1997—1999）、澳门科技大学（2000—2002）校长

## 姐妹学校
- 香港 聖保羅男女中學
- 臺灣台北 建國高級中學
- 法國巴黎 路易大帝中学
- 美国亞特蘭大 亚特兰大国际学校
- 日本久留米 久留米附中[6]

## 地名
据1992年版本上海县志记载，上海中学周边区域曾有上海县上中乡。此外以上中命名的還有上中路和上中路隧道。